# Марк Фурий Камилл
Марк Фу́рий Ками́лл (лат. Marcus Furius Camillus; ок. 446 — 365 годы до н. э.) — римский государственный и военный деятель. Согласно Титу Ливию, занимал ряд высших государственных должностей: был цензором в 403 году до н. э., 6 раз был военным трибуном с консульской властью (401, 398, 394, 386, 384 и 381 годы до н. э.), 5 раз назначался диктатором (396, 390, 389, 368 и 367 годы до н. э.), 4 раза удостаивался триумфа, трижды был интеррексом. За изгнание галлов получил титул «второго основателя Рима». Будучи патрицием, в борьбе патрициев и плебеев последовательно занимал сторону патрициев.

## «Весы Бренна»
Отцом Камилла был Луций Фурий Медуллин, военный трибун. В 396 году до н. э. Камилл захватил этрусский город Вейи, который был в осаде в течение 10 лет. После этого он был обвинён в несправедливом разделе военных трофеев. Считая данные обвинения несправедливыми, Камилл отправился в добровольное изгнание в город Ардея. 
В 390 году до н. э., когда он находился в изгнании, Рим был осаждён галлами под предводительством их вождя Бренна. Считается, что в это время Римская республика находилась на краю гибели. Первым делом Камилл выступил с речью в Ардеях, где упомянул о подвигах римлян и о том, что сейчас им будет дан шанс оплатить их заслуги. Там же он упомянул, что «…они выигрывают битвы скорее устрашением, чем силой». Речь убедила жителей города «Как друзья Камилла, так и его недруги были убеждены, что другого такого военачальника не существовало в то время нигде», а потому они сами добровольно записывались в армию. Собрав войска он встретил галлов, устроив резню их  спящему войску в лагере «…не защищенный и не охраняемый ни с одной из сторон».
После всех успехов Камиллу предложили вернуться из изгнания и возглавить борьбу против галлов. Камилл был назначен диктатором. Он собрал войска в союзных городах и остатки римской армии в Вейях, где начал подготавливать войска для контратаки. С избранием Камилла диктатором связано спасение Рима гусями. Не смотря на все заслуги войско требовало того, чтобы сенат дал указание избрать его диктатором. Как описал Тит Ливий «До такой степени властвовала надо всем смиренность, что даже на краю гибели соблюдалось чинопочитание!». Гонец, известный как Понтий Коминий, вызвался проникнуть в Капитолий. Под покровом ночи, найдя тропу он проник в Капитолий, где Камилла и провозгласил диктатором сенат, после чего Марк переместился в Вейи, готовя войско. Вскоре галлы, обнаружившие тропу, решили начать штурм, однако гуси, посвящённые Юноне, своим гоготом разбудили Марка Манлия, который в свою очередь разбудил всех защитников города, опрокинув галлов. После этого Квинт Сульпиций объявил о том, что казнит всех часовых, но войска потребовали казнить лишь того, кто сидел на посту вблизи той тропы, что и было исполнено, виновного сбросили со скалы.
С этим эпизодом героической истории республиканского Рима связан сюжет «весы Бренна». Галлы «давали понять, что за небольшую сумму их легко будет склонить к прекращению осады… Сенат уже собрался на заседание и поручил военным трибунам заключить мир. Военный трибун Квинт Сульпиций и галльский вождь Бренн согласовали сумму выкупа, и народ, которому предстояло править всем миром, был оценён в тысячу фунтов золота». Однако, принесённые галлами гири для весов оказались фальшивыми, и когда трибун отказался их использовать, "заносчивый галл, — согласно рассказу Тита Ливия, — бросил на весы ещё и свой меч. «Тогда-то и прозвучали невыносимые для римлян слова: Горе побеждённым!» (Vae victis). «Но ни боги, ни люди, не допустили, чтобы жизнь римлян была выкуплена за деньги». Неожиданно появилась армия Камилла, который, как диктатор, объявил решение консулов недействительным. Камилл велел готовить оружие к бою и сказал: «Освобождать отечество надо железом, а не золотом, имея перед глазами храмы богов, с мыслью о жёнах, детях, о родной земле». Эти гордые слова вошли не только в античную историю, они вдохновляли писателей, поэтов, художников на протяжении нескольких веков.
Вскоре после этого римская армия под предводительством Камилла окончательно разбила галльское войско. После разгрома галлов некоторая часть плебеев решила переселиться из опустошённого Рима в Вейи. Камилл убеждал их не делать этого, а напротив, принять активное участие в восстановлении разрушенного Рима. Занимая сторону патрициев в их постоянной борьбе с плебеями, Камилл, однако, убедил их пойти на определённые уступки по отношению к плебеям.
В дальнейшем римская армия под предводительством Камилла вела успешные войны с эквами, вольсками и латинами. Когда галлы вновь вторглись в пределы Рима, Камилл был опять назначен диктатором в 367 году до н. э. Римляне под его началом разгромили галлов в битве при Альбано. 
Спустя два года, в 365 году до н. э., Камилл умер от чумы во время эпидемии.

## «Камилл и фалерийский учитель»
С исторической личностью Камилла связан ещё один сюжет, получивший развитие в истории искусства. В 394 г. до н. э., когда Камилл вёл войну с племенем фалисков, он окружил их город Фалерии в южной Этрурии (к северо-востоку от Рима). Город был хорошо укреплен, и взять его штурмом было невозможно. Но один из фалерийских учителей (по греческому обычаю, знатные фалиски отдавали своих детей на воспитание человеку, преуспевшему в науках), который часто выводил детей на прогулку, задумал предательство. Он отвел детей в лагерь римлян и предложил Камиллу их в качестве заложников, чтобы тем самым отдать и родной город римлянам.
Камиллу его поступок показался чудовищным. В ответ он сказал: «Война так же имеет законы, как и мир, а мы умеем воевать столь же справедливо, сколь и храбро. Наше оружие направлено не против тех, чей возраст принято щадить даже при взятии городов… Я же собираюсь победить по-римски: доблестью, осадой и оружием». Затем он приказал раздеть предателя, связать ему руки за спиной и передать детям, вручив им розги, чтобы они гнали этого человека обратно до города и пороли за предательство. Жители Фалерий были настолько поражены этим поступком, что отправили своих послов в Рим со словами: «Мы сдаёмся вам, побеждённые вами и вашим полководцем… Мы думаем, что нам лучше будет жить под вашей властью, чем под сенью собственных законов… Вы благородство в войне предпочли верной победе, мы же добровольно уступили её вам, потрясённые этим благородством».
Сюжет о доблести древних римлян привлекал многих художников эпохи классицизма. Один из залов Виллы дель Принчипе, известной также, как Палаццо Андреа Дориа, в Генуе (Зал Марко Фурио Камилло) оформлен рельефами в технике стукко художником Марчелло Спарцо (1599). Картину «Камилл и фалерийский учитель» (в двух вариантах) написал в ранние годы в Риме французский живописец Н. Пуссен.

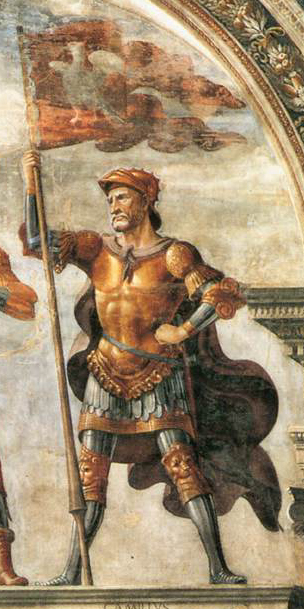
Д. Гирландайо. Неистовый Камилл. Деталь фрески в Палаццо Веккьо, Флоренция. Около 1484
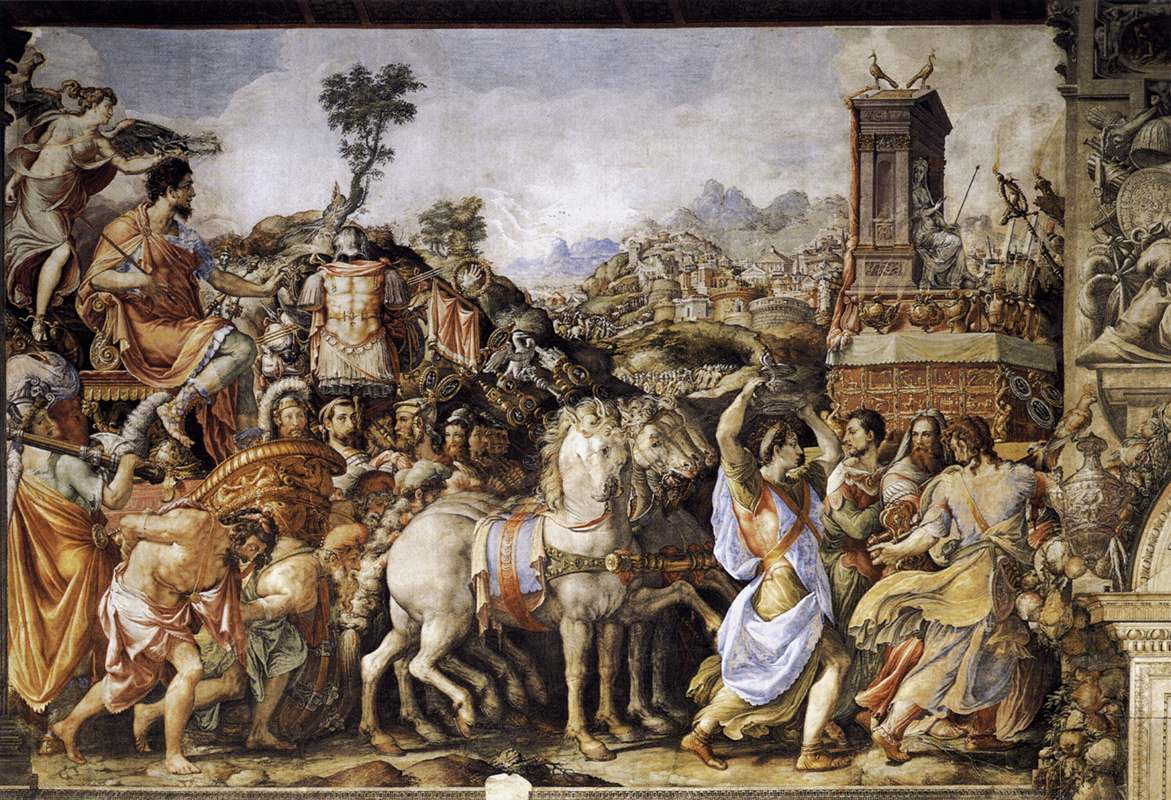
Ф. Сальвиати. Триумф Марка Фурия Камилла. 1545. Фреска в Палаццо Веккьо, Флоренция
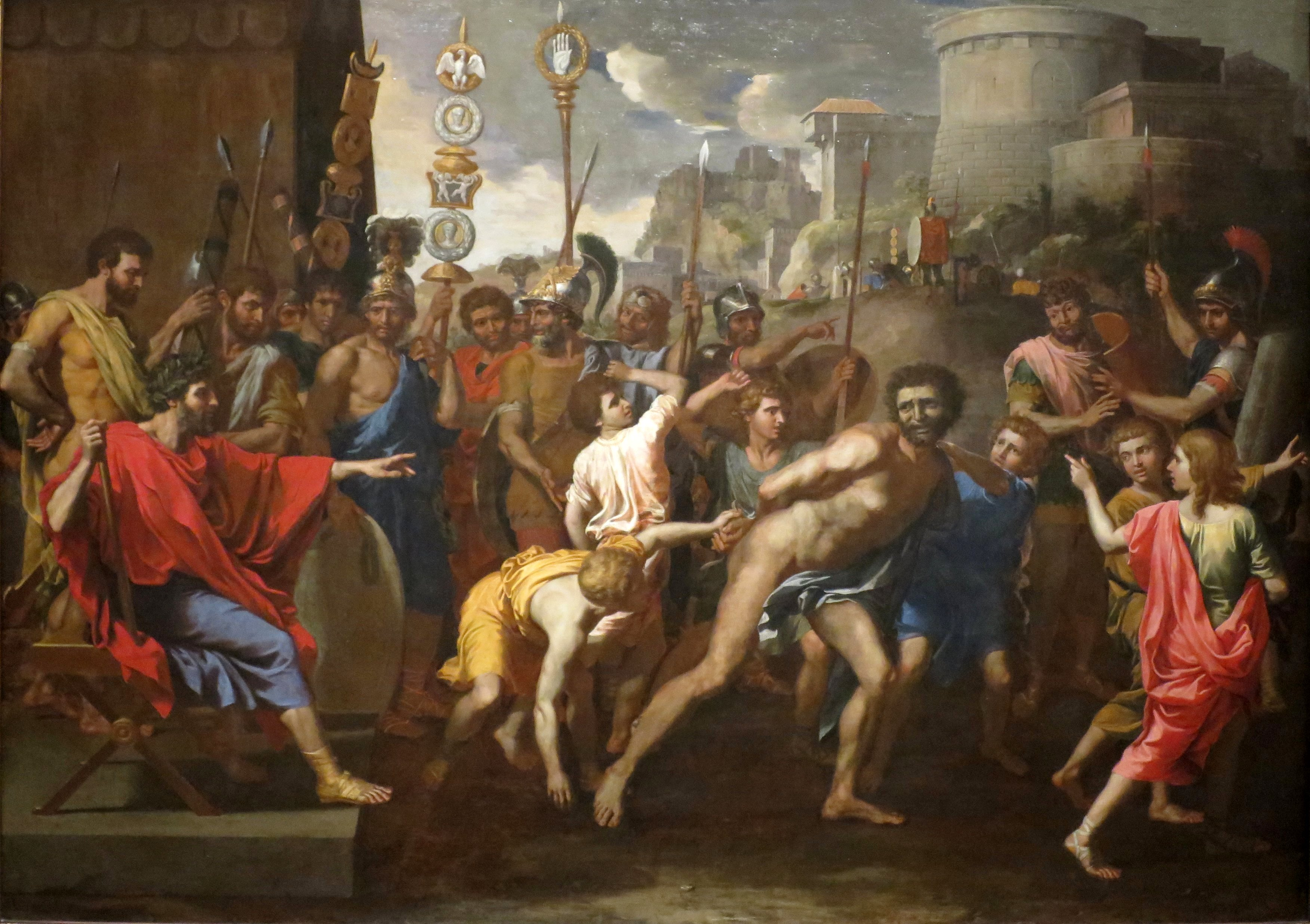
Н. Пуссен. Камилл и фалерийский учитель. 1634. Музей Нортона Саймона, Пасадена, Калифорния
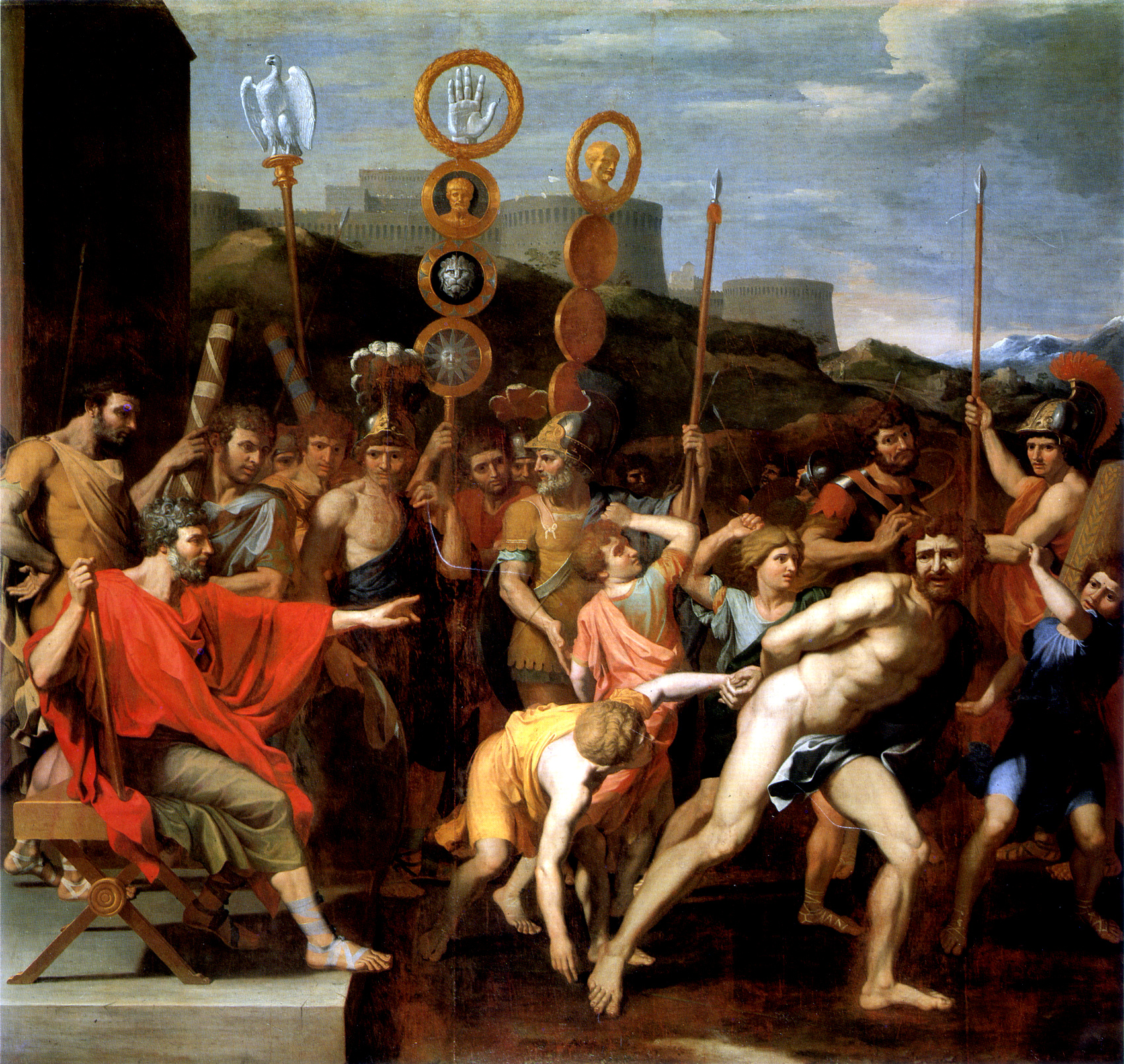
Н. Пуссен. Камилл и фалерийский учитель. 1637. Лувр, Париж
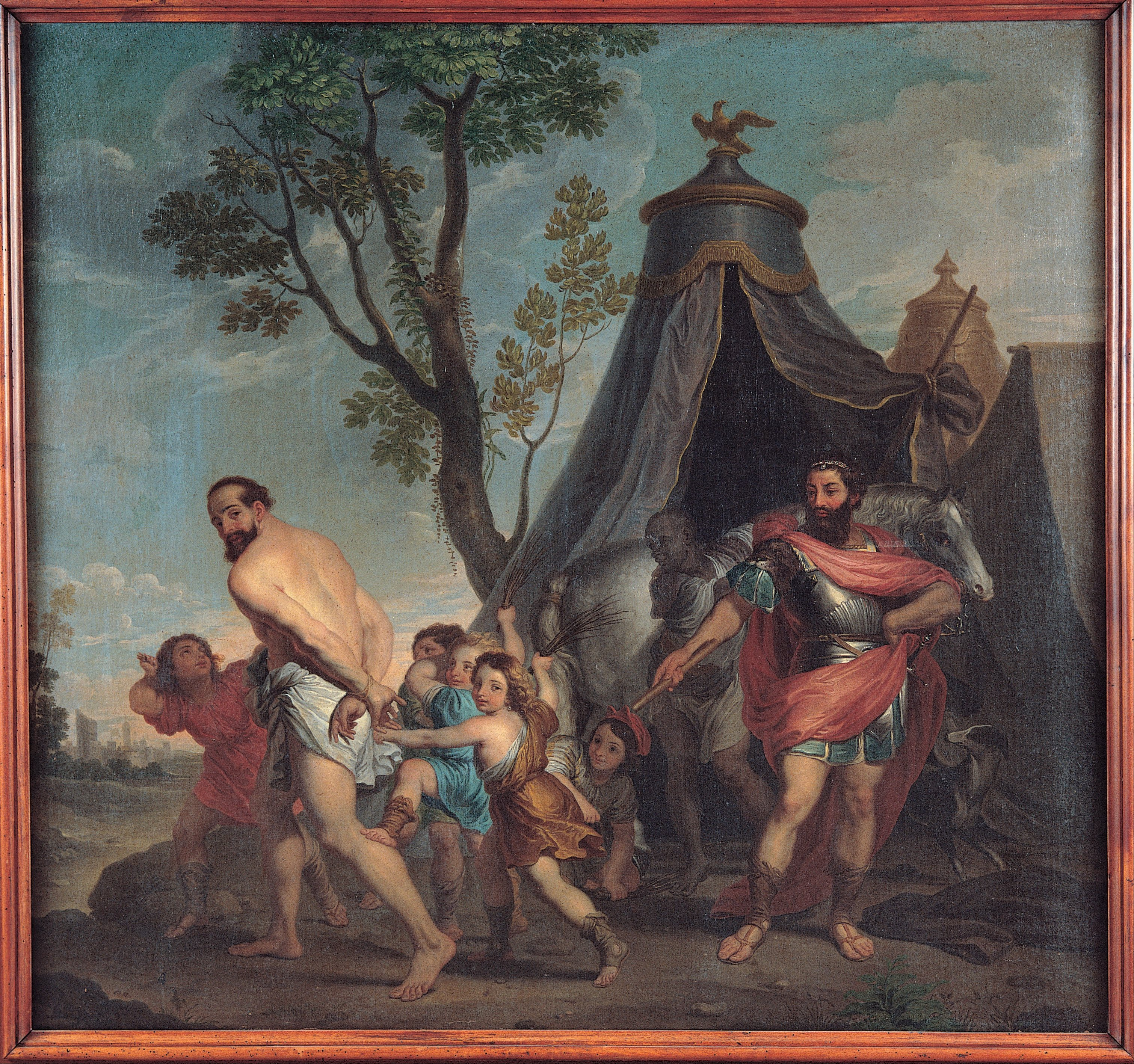
Д. Корви. Камилл и фалерийский учитель. 1766. Капитолийские музеи, Рим

Завоевания Камилла в Этрурии и Лации по их значению можно сравнить лишь с завоеванием Цезарем Галлии.